# Günther Krupkat
Günther Krupkat, né le 5 juillet 1905 à Berlin et mort dans la même ville le 14 avril 1990, est l'un des auteurs de science-fiction les plus marquants des débuts de la République démocratique allemande.

## Biographie
Günther Krupkat naît né à Berlin en 1905. Il interrompt des études d'ingénieur faute d'argent, puis exerce, avant la Seconde Guerre mondiale, de nombreux métiers comme ouvrier, dramaturge de cinéma, représentant de commerce, monteur, éditeur et laborantin. Il travaille également pour la presse et la radio.
À l'âge de 19 ans, il écrit son premier roman utopique, inspiré par sa lecture du roman Aelita d'Alexeï Nicolaïevitch Tolstoï. Le roman, jugé trop à gauche à cause de la critique sociale qu'il y exprime, ne trouva jamais d'éditeur. Les premières nouvelles de l'auteur paraissent avant 1945. Günther Krupkat participe à la résistance contre le national-socialisme et se réfugie en Tchécoslovaquie.
Après la Seconde Guerre mondiale, il vit en République démocratique allemande, à Berlin. Il y achève ses études d'ingénieur, puis travaille comme rédacteur en chef dans la presse, avant de devenir écrivain indépendant à partir de 1955. 
Au sein du Schriftstellerverband der DDR (Union des écrivains de RDA), il était président du Arbeitskreis Utopische Literatur (Cercle de travail sur la littérature utopique).

## Œuvres

### Romans
- 1958 : Das Gesicht (1962 auch Fernsehspiel) [Le Visage]
- 1960 : Die große Grenze [La Grande Frontière]
- 1963 : Als die Götter starben [Lorsque les dieux moururent]
- 1968 : Nabou [Nabou]
- 1969 : Insel der Angst [L'Île de la peur]
- 1975 : Bazillus phantastikus [Bacillus fantasticus]
- 1975 : Der Mann vom Anti [L'Homme de l'anti]

### Nouvelles
- 1956 : Gefangene des ewigen Kreises [Prisionniers du cercle éternel]
- 1956 : Die Unsichtbaren [Les Invisibles]
- 1957 : Kobalt 60 [Cobalt 60]
- 1957 : Nordlicht über Palmen [Aurore boréale au-dessus des palmiers]
- 1974 : Das Duell [Le Duel]